# CUS Messina (baseball)
Il CUS Messina è la principale squadra di baseball messinese. Gioca le partite interne allo Stadio Primo Nebiolo (già Stadio Conca d'Oro) e milita nella serie A federale girone B del campionato italiano di baseball.
Il CUS Messina (Centro Universitario Sportivo Messina) è la seconda realtà del "batti e corri" in Sicilia, dopo la franchigia siciliana (Warriors Paternò e Catania Baseball Project), che milita invece nella lega professionistica della Italian Baseball League.

## Storia
Gran parte dei presidenti, dirigenti e allenatori nella storia del CUS Messina hanno fatto parte della squadra stessa. Il fondatore di questa squadra è stato il professor Luigi Moio agli inizi degli anni sessanta rimanendo presidente fino agli anni 1970.
La squadra cominciò subito a diventare una delle più importanti di tutto il Meridione, ma riuscì ad arrivare in serie A2 solamente nel 1978 quando entrarono a far parte del team peloritano molti giocatori di altre due squadre messinesi del tempo, cioè Kalanag e Tridente. Tuttavia i messinesi riuscirono a rimanere in seconda serie soltanto fino al 1981, anno in cui il CUS rischiò addirittura il fallimento. Grazie ad Antonio Artemisia, intanto divenuto dirigente del CUS, il basebeall riprende una lenta ricostruzione. Dopo un breve periodo di commissariamento la sezione venne affidata a Salvatore Bucchieri mentre la conduzione tecnica veniva data ai fratelli Aldo e Pino Lo Monaco, in passato presidenti della sezione di softball. Nel 1987 la direzione del settore passa a Salvatore Fiorino. Ma si capisce che serve una svolta. Il direttivo del CUS Messina, sollecitato dal dirigente Antonio Artemisia, decide di intraprendere una politica verde e lancia come nuovo direttore di sezione Massimo Palumbo, giocatore e tecnico di 25 anni. Palumbo diventa anche fiduciario provinciale del Comitato nazionale tecnici della FIBS e chiama alla direzione tecnica del CUS il coetaneo amico, professore ISEF, Nino Micali. Sono anni di duro lavoro, di passione e impegno che porta a ricreare, con meritato successo, un gruppo affiatato di giovani tecnici e un vivaio giovanile degno di questo nome. Negli anni successivi si alternano alla direzione del settore prima Fabio Irrera e poi Angelo Pajno.
Nel 1995 la sezione del CUS Messina dunque viene affidata alla direzione di Angelo Paino, che insieme a Nino Micali rilanciano il baseball cussino, anche grazie allo spostamento delle attività nel campo in sintetico della cittadella dello sport dell'Università. Nel 1995 Nino Micali passa ai vertici del sodalizio cussino e lascia la direzione tecnica a Letterio Zanghi. La piramide del Baseball Cussino si completa: Artemisia e Micali ai vertici del sodalizio, Angelo Paino e Letterio Zanghi a guidare la sezione Baseball. Sono anni di grande rilancio. Nel 1996, la prima squadra sotto la guida del messinese Cipriano e del cubano Roberto Montero, viene promossa in serie A2 e vengono sistemati anche i settori giovanili.
Nel 1998 viene costruito l'odierno stadio di baseball, il Conca D'Oro, dove tuttora giocano i Cussini. Nel febbraio del 1999, l'assemblea elettiva dei soci del CUS determina un cambiamento ai vertici del sodalizio. Il Presidente del CUS Messina Piero Jaci, da oltre 40 anni in sella, determina una rimozione forzata dei vertici del baseball cussino cambiandone radicalmente la struttura. Alla direzione della sezione va il Aldo Bruno. La conduzione tecnica viene affidata ad Antonino Sacca. Dal 1998, fatto salvo il 1999, fino al 2007, il CUS Messina ha sempre disputato campionati in serie A2, retrocedendo nel 2005 in Serie B dopo 12 campionati disputati in Serie A2. Dopo quattro campionati in Serie B in cui ottiene la salvezza, nel 2010 la lieta sorpresa nell'ammissione al massimo campionato dilettantistico, la neonata Serie A federale ai nastri di partenza del campionato 2010.

## Cronistoria
- 1958: Fondazione del CUS Messina Baseball
- 1978: Serie B (promosso in Serie A2)
- 1979: Serie A2
- 1980: Serie A2
- 1981: Serie A2 (retrocesso in Serie B)
- 1982: Serie B
- 1994: Serie B
- 1995: Serie B
- 1996: Serie B (promosso in Serie A2)
- 1997: Serie A2
- 1998: Serie A2
- 1999: Serie A2 girone 2 (7º posto)
- 2000: Serie A2 girone 1 (10º posto, retrocesso in Serie B)
- 2001: Serie B girone 8 (1º posto, promosso in serie A2)
- 2002: Serie A2 girone 1 (5º posto)
- 2003: Serie A2 girone 2 (9º posto)
- 2004: Serie A2 girone B (10º posto)
- 2005: Serie A2 girone A (12º posto, retrocesso in Serie B)
- 2006: Serie B girone D
- 2007: Serie B girone D (6º posto)
- 2008: Serie B girone D (4º posto)
- 2009: Serie B girone D (6º posto, ripescato in Serie A federale)
- 2010: Serie A federale girone B (7º posto)
- 2011: Serie A federale girone A (7º posto)
- 2012: Serie A federale girone A (5º posto)
- 2013: Italian Baseball League 2ª divisione (la squadra non si iscrive al campionato a causa di problemi economici)[2]

## Roster 2010
Due gli stranieri nel roster 2010 del Messina, i nuovi acquisti Bartolo, interno maltese e il lanciatore venezuelano Nieves. Come da regolamento del campionato di Serie A federale 2010 in gara 1 (il sabato alle 15:30) non potranno essere schierati pitcher stranieri, nessuna restrizione, invece, per gara 2 (la domenica alle 20:30).
| Tecnici                            |
| ---------------------------------- |
| Roberto Montero (head coach)       |
| Antonino Cipriano (head coach)     |
| Angelo Giuffrida (pitcher coach)   |
| Letterio Bertuccelli (bench coach) |

| Lanciatori          |
| ------------------- |
| Javier Nieves       |
| Angelo Soraci       |
| Alessandro Badolato |
| Arcangelo Cibati    |
| Andrea Irrera       |
| Salvatore Runci     |

| Ricevitori         |
| ------------------ |
| Alessandro Romano  |
| Fabio Irrera       |
| Salvatore Galletta |
| Mattia Irrera      |
| Luca Giaimo        |

| Interni             |
| ------------------- |
| Michael Bartolo     |
| Alfio Grillo        |
| Daniele Bertuccelli |
| Gianfranco Grillo   |
| Fabio Romano        |
| Gabriele De Blasi   |

| Esterni            |
| ------------------ |
| Antonio Savasta    |
| Raffaele Di Balsi  |
| Valerio Saccà      |
| Giuseppe Giuffrida |
| Fabrizio Laganà    |
| Giuseppe Ferrara   |
| Claudio Piccini    |